# Zeche Alma
Die Zeche Alma war ein Steinkohle-Bergwerk in Gelsenkirchen-Ückendorf.

## Geschichte
Im Jahre 1855 erfolgte die Gründung der Gewerkschaft Neu-Uerdingen. Sie umfasste mehrere Grubenfelder mit Namen Alma. Die Kuxmehrheit lag in Händen der französischen Firma Société des mines et fonderies du Rhin Détillieux et. Cie. Das gesamte Grubenfeld erstreckte sich überwiegend unter den Gemarkungen Bulmke und Hüllen.
Der 1870 an der Köln-Mindener Eisenbahn begonnene Schacht 1 ging 1872 in Förderung und wurde mit einem Malakowturm ausgestattet.
1873 erfolgte die Umbenennung der Gewerkschaft in „Gewerkschaft Alma“, da die Uerdinger Investoren die Gesellschaft verließen und die französischen Anteilseigner übrig blieben (der Name "Alma" leitete sich vermutlich von der Schlacht an der Alma ab, welche 1854 - ein Jahr vor Gründung der Firma - am Fluss Alma unweit von Sewastopol im Rahmen des Krimkrieges zwischen Franzosen und Russen ausgetragen worden war). Von 1873 bis 1874 wurde in der Nähe von Schacht 1 der Schacht 2 als Wetterschacht abgeteuft.
Auf Initiative von Friedrich Grillo und Emil Kirdorf wurde 1877 die Gelsenkirchener Bergwerks-AG gegründet, um die in der Emschermulde fördernden Schachtanlagen unter deutscher Geschäftsführung zusammenzufassen. Die Zeche Alma wurde zusammen mit der benachbarten Zeche Rheinelbe als erster Bergwerksbesitz im Jahre 1878 der neuen Gesellschaft übernommen.
Die beiden Zechen wurden zusammengefasst und fortan als Zeche Vereinigte Rheinelbe & Alma weiterbetrieben.

## Heutiger Zustand
Die Alma-Schächte wurden bis Ende der 1970er Jahre betrieben.
Die Gelände der Nebenschachtanlagen sind überbaut bzw. komplett abgeräumt worden. Die Hauptschachtanlage Alma 1/2/5 lag in unmittelbarer Nähe des Stahlwerks Gelsenkirchen der Thyssen AG. Nach Stilllegung dieser Schächte wurde 1927/28 auf dem Gelände die Zentralkokerei Alma errichtet, die bis 1963 betrieben wurde.
In der Nachbarschaft, in Ückendorf, erinnert heute noch die Almastraße an das Bergwerk.
Seit 2017 ist auf dem ehemaligen Zechengelände der Indoor Freizeitpark Alma Park, als Nachfolger der 2013 entstandenen Multisporthalle „Sportpark Gelsenkirchen“.

## Bekannte Angestellte
- Julius Pätsch (1905–1982), Bezirksleitung der SAJ, Journalist, arbeitete in den 1920er Jahren als Bergarbeiter in der Zeche